# Лугове (Васильківська селищна громада)
Лугове́ — село у Синельниківському районі Дніпропетровської області. Входить до складу Васильківської селищної громади. Населення становить 44 особи. До 2018 року орган місцевого самоврядування — Дебальцівська сільська рада.

## Історія
12 червня 2020 року, відповідно до розпорядження Кабінету Міністрів України № 709-р від «Про визначення адміністративних центрів та затвердження територій територіальних громад Дніпропетровської області», увійшло до складу Васильківської селищної громади.
19 липня 2020 року, в результаті адміністративно-територіальної реформи і ліквідації Васильківського району, село увійшло до складу новоутвореного Синельниківського району.

## Географія
Село Лугове розташоване на півдні Синельниківського району за 1,5 км від лівого берега річки Вовча. На півдні межує з селом Дрозди, на сході з селом Пришиб та на півночі з селом Бондареве.